# دونكان جي. كامبل
دونكان جي. كامبل هو سياسي كندي، ولد في 1845، وتوفي في 15 نوفمبر 1882. انتخب عضو مجلس نواب نوفا سكوشا ‏.